# Eruguera de les Moluques
L'eruguera de les Moluques (Coracina atriceps) és una espècie d'ocell de la família dels campefàgids (Campephagidae). Habita els boscos de les illes de Ternate, Halmahera, Bacan i Seram, a les Moluques.